# 环境污染控制
环境污染控制是一系列旨在減少廢物產生量的流程和實踐，通過減少或消除有害和持久性廢物的產生，支持促進社會可持續發展的努力。环境污染控制涉及重新設計產品和流程和改變社會消費和生產模式，側重於廢物產生後的處理，重點是再利用、回收和廢物轉化為能源。